# ボブ・ドール
ロバート・ジョセフ “ボブ” ドール（Robert Joseph "Bob" Dole、1923年7月22日 - 2021年12月5日）は、アメリカ合衆国の政治家・法律家。所属政党は共和党で長らく上院院内総務を務めた。宗教はメソジスト。1996年アメリカ合衆国大統領選挙での共和党の大統領候補であった。

## 経歴
1923年7月22日にカンザス州ラッセルに誕生する。1941年にカンザス大学に入学するが、第二次世界大戦により翌1942年に陸軍に入隊し、少尉に任官。欧州戦末期の1945年4月のイタリア戦線でドイツ陸軍の砲撃を受けて負傷し重体となり、以後終生右手のすべての指が麻痺するなどの後遺症を負う。1947年に大尉で医療除隊。1948年よりアリゾナ大学およびウォッシュバーン大学に通う。
在学中の1950年にカンザス州議会下院議員に当選し、2年の任期を務める。1952年に法学の学士号を取得し、ラッセル郡の郡検事となる。1960年に連邦下院議員に当選。1962年の改選時にはカンザス州の下院定数が減らされて選挙区の合区があったものの再選を果たす。以後当選を重ね、下院議員としては公民権法に賛成する立場を取った。
1968年には連邦上院議員予備選挙に出馬し、前知事のウィリアム・エーヴリーを破って党指名を獲得、本選挙でも勝利。以後、1969年1月3日から1996年6月11日まで27年間に渡って上院に在籍した。上院議員在任中は共和党全国委員会委員長（1971年1月15日 - 1973年1月19日）や、上院財政委員長（1981年1月3日 - 1985年1月3日）、上院院内総務（1985年1月3日 - 1996年6月11日）を歴任するなど、上院共和党のリーダー・重鎮として重きをなした。
上院議員としてはフードスタンプ政策を推進するなど、共和党議員としてはリベラル寄りの立場であった。1994年の中間選挙における共和党の大勝で、ドールは多数党院内総務となるが、議会の可決した予算法案の内容にビル・クリントン大統領が同意せず拒否権を行使したことで政府機関閉鎖に至る。これについて世論は共和党側のわがまま・八つ当たりだという見方が大勢を占め、ドールは収拾に奔走したが、共和党内の強硬派との折り合いがつかず困難を極めることとなった。
同時期に1996年大統領選挙に出馬（後述）し、現役の上院院内総務として初めて大統領候補者指名を受けた。指名後、本選挙に専念するとして上院議員を任期半ばで辞職する。大統領選挙落選後は政治家を引退したが、政治コメンテーターなどの職を通じて政界に関わっていた。
2008年世界食糧賞受賞。2021年2月、ステージ4の肺がんと診断されたことを公表した。2021年12月5日、死去。98歳没。同年12月9日、棺が合衆国議会議事堂に一時安置された。また9日から11日まで、ホワイトハウスと軍施設および在外公館等で半旗を掲げる大統領布告が発せられた。

## 大統領選挙
大統領選挙でもしばしば候補者に名前が挙がる政治家の1人であった。
1976年の大統領選挙において共和党は現職のジェラルド・フォードが大統領指名候補となったが、現職副大統領のネルソン・ロックフェラーが出馬を希望しなかったこともあり、代わりの副大統領候補としてドールが起用されている。この選挙で共和党側は敗北している。
1980年の大統領選挙でドールは共和党予備選に出馬したが、早期投票の州で僅かな票しか獲得できず、早々に撤退している。
1988年の大統領選挙でドールは再び予備選に出馬し、5州と約19%の票を獲得し、2位となった。
1996年の大統領選挙では共和党の大統領候補に正式指名され、当時現職で再選を目指していた民主党のビル・クリントンと選挙戦を戦ったが、本選挙では選挙人にして200人以上の大差をつけられて敗北した。
2016年の大統領選挙では当初ジェブ・ブッシュへの支持を表明し、ブッシュの撤退後はマルコ・ルビオを支持している。この時期にテッド・クルーズを強く批判し、「クルーズが指名を獲得したら大損失」と述べている。ドナルド・トランプが代議員過半数を確保した後はトランプへの支持を表明。他の元共和党指名候補であるジョージ・H・W・ブッシュ、ジョージ・W・ブッシュ、ジョン・マケイン、ミット・ロムニーらが総じてトランプへの支持を最後まで拒んだことと対照的となった。トランプが現職出馬した2020年の大統領選挙でもドールはトランプへの支持を表明している。

## 台湾について
親台湾派の重鎮として知られ、2016年アメリカ合衆国大統領選挙の後、ドナルド・トランプと中華民国の蔡英文総統が電話会談した際に、水面下でセッティングしたのはドールであると明らかになり、注目を浴びることとなった。

## 家族
2度目の妻のエリザベス・ドールは、2000年アメリカ合衆国大統領選挙における共和党の予備選挙でジョージ・W・ブッシュ、ジョン・マケイン、スティーブ・フォーブスに次ぐ有力候補だったが撤退した。2002年にノースカロライナ州から連邦上院議員に選出された(2003から2009年の1期のみ務めた)。

## テレビ出演
- 1996年アメリカ合衆国大統領選挙の最中から頻繁にテレビのバラエティ番組に出演し、大統領選挙の後にはVisaやダンキンドーナツなどのテレビコマーシャルに出演した。2001年にはブリトニー・スピアーズとペプシコーラのコマーシャルで共演している[7]。
- バイアグラの愛好家であり、広告に登場したことがある。
- アニメ『ザ・シンプソンズ』の第14シーズンの第14話「誕生!国会議員クラスティ」に本人役で出演している。